# アーサー・パパス
アーサー・パパス（Arthur Papas）こと、アーサー・トーマス・パパスタマティス（Arthur Thomas Papastamatis、 1980年2月12日 - ）は、オーストラリア・メルボルン出身の元アマチュアサッカー選手、サッカー指導者。現在はJリーグ・セレッソ大阪の監督を務める。

## 経歴
サッカーの指導について学び始めたのは16歳からだった。
6度の膝の手術を要する怪我により、25歳で選手を引退した。
本格的にサッカー指導者としての勉強を開始すべく大学へ再び入学し、いくつかの指導者ライセンスを取得した。
2008年にはオランダサッカー協会（KNVB）がキャンベラで運営する指導者養成コースへ参加し2年間を過ごした。
現在保有する学歴・資格は次の通り。
- 運動学学士（2009年取得）
- スポーツ・コーチング学修士（2012年取得）
- FFAサッカー・コンディショニング・ライセンス（2011年取得）
- AFCプロライセンス（2014年取得）

### 監督としてのキャリア初期
2010-2011シーズンの後半、パパスはビクトリア州プレミアリーグのオークリー・キャノンFCで監督に就任した。30歳での監督就任はリーグの最年少記録であった。
2011年2月18日、監督として初めて迎えたノースコート・シティFCとの試合を3-2で勝利した。そのままチームをプレーオフ進出に導くも決勝でグリーン・ガリーSCに2-3の敗戦を喫した（2011年9月3日）。プレーオフ決勝に導いた手腕が評価され、ビクトリア州サッカー連盟の年間最優秀コーチに選出された。
オークリー・キャノンFCでのシーズンを終えた後、パパスはニューカッスル・ジェッツのトップチーム・アシスタントコーチ兼ユースチーム監督に就任した。2011-2012シーズンのAリーグの最終成績は、トップチーム7位、ユースチーム8位となり、シーズン終了後に退任した。

### インド
ニューカッスル・ジェッツを退任するとパパスは全インドサッカー連盟（AIFF）と契約し、AIFF-FIFAナビムンバイ地域アカデミーの監督に就任した（ナビムンバイ・アカデミーは、AIFFとFIFAがインドに設置した多くのU-14世代向けのアカデミーの中で最初に開設したアカデミーである）。
「ユース年代の育成システムの再構築を念頭に、AIFFのテクニカル・ダイレクターであるロブ・バーンからAIFFに加わるよう要請されたんだ。彼はオーストラリアにサッカー哲学を植え付けた人物だよ」とパパスはインドに来た理由を語った。また「インドは世界のサッカーシーンで成功を収めるための準備段階にある国だ。だからAIFFはFIFAとPSVと提携したんだし、インド・サッカーの未来を形作る非常に大きなプランを持っている。その肝がユース年代育成システムの構築なんだ。個人的に、これはとてつもなく大きなチャレンジだと思っている。眠れる巨人を起こして、強大な力を持たせることに挑戦するだからね」とも語った。
2012年5月22日、レイモンド・リブレフツがインドU-23およびパリアン・アローズの監督就任要請を辞退したのを受け、パパスはインドU-23とパリアン・アローズの監督に就任した（パリアン・アローズは、若手選手にプレーする機会を与えるためにAIFFが主導して設立したクラブである）。
2012年8月25日、パパスの監督デビュー戦となったデュラン・カップのデリー・ユナイテッド戦は2-2で引き分けたが、パリアン・アローズは続く試合でエア・インディアFCに破れ敗退が決まった（2012年8月28日）。
パリアン・アローズを率いた後、2013年5月28日、Iリーグで3度の優勝を誇るデンポSCに3年契約で加入した。イースト・ベンガルFCを5-1で下した後、パパスはクラブを退くことを決めた。この間、パパスはインディアン・スーパーリーグのFCゴアでアシスタントコーチも務めていた。しかし健康上の理由で2014-2015シーズンの半ばでパパスはインドを去ることになった。

### 豪州復帰
指導者としてのキャリアをスタートしたオークリー・キャノンFCへ復帰する と2015 FFAカップ決勝ラウンドへ導いた が、準々決勝で敗退すると監督の職を辞した。
2015年10月、2016-2017シーズンのビクトリア州プレミアリーグをともに戦う監督としてパパスを迎えるとグリーン・ガリーSCが発表した。2016 FFAカップではベスト32でAリーグのセントラルコースト・マリナーズFCに勝利を収める など躍進し、準々決勝まで導いた。ドカティ・カップでは決勝進出を果たし、リーグは5位で終え3年ぶりのプレーオフ進出を果たすも決勝でオークリー・キャノンFCに敗退した。2017年も2年連続となるプレーオフ進出を果たしたが、海外からのオファーを受けてパパスはグリーン・ガリーSCを後にした。

### 再び海外へ
2017年2月23日、アル・イテファクのアシスタントコーチに就任し、ウルコ・シャトーリ監督の下、サウジ・プロフェッショナルリーグで指導すると発表された。同リーグ初のオーストラリア人指導者となった。

### 横浜F・マリノス
2019年1月13日、横浜F・マリノスのトップチーム・コーチに就任すると2019シーズン新体制発表会で発表され、 同年のJ1リーグ優勝に貢献した。
2020年からは清水エスパルスの監督に就任したピーター・クラモフスキーの後任としてヘッドコーチに就任し、クラブ史上初となるACL決勝トーナメント進出 に貢献するも、同年12月に契約満了が発表された。離任コメントでは関係者への謝意を示すとともに、F・マリノスは「日本、そしてアジアを引っ張っていくクラブになるための正しい道を歩めている」と述べ、「これからも応援し続けていきます」と締めくくった。

### 鹿児島ユナイテッドFC
2020年12月28日、鹿児島ユナイテッドFCの監督に就任すると発表され、「九州からJリーグのトップレベルを目指してチャレンジしていく」と意気込みを語った。
2021年5月28日、かねてより体調を崩していた家族が緊急手術が必要な状態になったことと、パンデミックによって国の移動が困難な状況であることから、家族をそばでサポートする事を理由に、双方合意の上で退任することが発表され豪州へ帰国した。

### ニューカッスル・ジェッツ
2021年6月28日、ニューカッスル・ジェッツの監督に就任した。

### ブリーラム・ユナイテッドFC
2023年6月23日、タイ・リーグ１のブリーラム・ユナイテッドFCの監督に就任した。

### セレッソ大阪
監督を探していたセレッソ大阪に代理人が売り込みをかけ、アーサー自身が数字を使ったプレゼンが実り、同クラブの監督に就任した。「アタッキングフットボールのメンタリティーを植え付けたい」と話した。多くの選手がゴールに向かう事を志向した。チームのフォーメーションはトップ下を配置した4-2-3-1。就任後初の公式戦となった開幕戦のアウェイ開催のガンバ大阪との大阪ダービーでは5-2で勝利した。その後は離脱者が続出し、システム変更を強いられたが、出場機会の少ない選手らの活躍や最終ラインを6人にするなどの采配が光り、第15節では2試合連続でアウェイでの逆転勝利を掴んだ。チームの人数が少ないことや本職センターフォワードが1人だけという人手不足については「クラブとはプロジェクトを開始した1月から話をしていますが、チームとして編成面をしっかりと考えて欲しいと思います。長いシーズンなので、しっかり考えて欲しいです」と話した。

## サッカー哲学
元オーストラリアU-20監督のヤン・フェルシュライエンの哲学をパパスは支持している。
選手に対しては、積極性と先回りの思考（プロアクティブであること）を持って試合とトレーニングに参加することをパパスは求める。また選手には冷静で落ち着いた態度で接し、固い絆を形成することを好む｡「感情的になるんではなく、冷静さを保ち、落ち着いて問題解決に向けて対処することが大事。選手との関係性は誠実さと信頼が鍵」とパパスは語る。
セレッソ大阪指揮時には「ユニフォームを着たからには、20歳でも35歳でも変わらないと思っています｡（試合に勝つと）個人のところが評価されますが、貢献した選手はたくさんいます。チームとしてキャンプから凄くハードワークしてきた結果だと思います」と語る。

## 監督成績
2015年3月6日現在
| チーム                 | 就任          | 退任      | 記録 | 記録 | 記録 | 記録 | 記録  |
| チーム                 | 就任          | 退任      | 試合 | 勝   | 分   | 負   | 勝率  |
| ---------------------- | ------------- | --------- | ---- | ---- | ---- | ---- | ----- |
| オークリー・キャノンFC | 2010年        | 2011年    | 28   | 15   | 4    | 9    | 53.57 |
| インドU-23             | 2012年5月22日 | 2013年    | 5    | 2    | 1    | 2    | 40.00 |
| パリアン・アローズ     | 2012年5月22日 | 2013年    | 26   | 6    | 5    | 15   | 23.08 |
| デンポSC               | 2013年6月     | 2015年2月 | 41   | 16   | 14   | 11   | 39.02 |
| 鹿児島ユナイテッドFC   | 2021年1月     | 2021年5月 | 8    | 2    | 2    | 3    | 20.33 |
| Total                  | Total         | Total     | 100  | 39   | 24   | 37   | 39.00 |

## タイトル

### コーチとして
- J1 : 優勝 (横浜F・マリノス、2019年)
- ビクトリア州プレミアリーグ（英語版）年間最優秀コーチ: 2011年[2]

### 監督として
- ビクトリア州プレミアリーグ（英語版）: 準優勝（オークリー・キャノンFC、2011年）
- ビクトリア州プレミアリーグ（英語版）史上最年少監督（30歳）。
- 2025J1リーグ 月間優秀監督賞（5月度）[28]